# RideLondon-Surrey Classic 2017
La RideLondon-Surrey Classic 2017 est la sixième édition de cette course cycliste sur route masculine. Elle a lieu le 30 juillet. C'est la vingt-huitième course de l'UCI World Tour 2017.

## Équipes
La RideLondon-Surrey Classic est l'une des dix courses qui intègrent le calendrier de l'UCI World Tour en 2017. Les dix-huit équipes World Tour (ou WorldTeams) y sont automatiquement invitées. Cependant, elles ne sont pas dans l'obligation de participer aux ces nouvelles épreuves. Treize WorldTeams et huit équipes continentales professionnelles participent à cette course :
| WorldTeams (13)- Bora-Hansgrohe - BMC Racing Team - Cannondale-Drapac - Lotto-Soudal - Lotto NL-Jumbo - Katusha-Alpecin - Sky - Quick-Step Floors - Team Sunweb - Trek-Segafredo - UAE Team Emirates - Dimension Data - Orica-Scott Équipes continentales professionnelles (8)- Androni Giocattoli - Aqua Blue Sport - CCC Sprandi Polkowice - Israel Cycling Academy - Caja Rural-Seguros RGA - Wanty-Groupe Gobert - Sport Vlaanderen-Baloise - Wilier Triestina-Selle Italia |
| |

## Classement final
| \| Classement général \| Classement général \| Classement général \| Classement général \| Classement général \| \| Coureur \| Coureur \| Pays \| Équipe \| Temps \| \| ------------------ \| ------------------- \| ------------------ \| ---------------------- \| ------------------ \| \| 1er \| Alexander Kristoff \| Norvège \| Katusha-Alpecin \| 4 h 05 min 41 s \| \| 2e \| Magnus Cort Nielsen \| Danemark \| Orica-Scott \| + 0 s \| \| 3e \| Michael Matthews \| Australie \| Team Sunweb \| + 0 s \| \| 4e \| Sep Vanmarcke \| Belgique \| Cannondale-Drapac \| + 0 s \| \| 5e \| Wouter Wippert \| Pays-Bas \| Cannondale-Drapac \| + 0 s \| \| 6e \| Jempy Drucker \| Luxembourg \| BMC Racing Team \| + 0 s \| \| 7e \| Zakkari Dempster \| Australie \| Israel Cycling Academy \| + 0 s \| \| 8e \| Sam Bennett \| Irlande \| Bora-Hansgrohe \| + 0 s \| \| 9e \| Rudy Barbier \| France \| AG2R La Mondiale \| + 0 s \| \| 10e \| Oliver Naesen \| Belgique \| AG2R La Mondiale \| + 0 s \| |                     |            |                        |                 |
| |                     |            |                        |                 |
| Source : ProCyclingStats |                     |            |                        |                 |
| Classement général |                     |            |                        |                 |
| Coureur | Coureur             | Pays       | Équipe                 | Temps           |
| 1er | Alexander Kristoff  | Norvège    | Katusha-Alpecin        | 4 h 05 min 41 s |
| 2e | Magnus Cort Nielsen | Danemark   | Orica-Scott            | + 0 s           |
| 3e | Michael Matthews    | Australie  | Team Sunweb            | + 0 s           |
| 4e | Sep Vanmarcke       | Belgique   | Cannondale-Drapac      | + 0 s           |
| 5e | Wouter Wippert      | Pays-Bas   | Cannondale-Drapac      | + 0 s           |
| 6e | Jempy Drucker       | Luxembourg | BMC Racing Team        | + 0 s           |
| 7e | Zakkari Dempster    | Australie  | Israel Cycling Academy | + 0 s           |
| 8e | Sam Bennett         | Irlande    | Bora-Hansgrohe         | + 0 s           |
| 9e | Rudy Barbier        | France     | AG2R La Mondiale       | + 0 s           |
| 10e | Oliver Naesen       | Belgique   | AG2R La Mondiale       | + 0 s           |

## Liste des participants
- Liste de départ complète

| Légende | Légende                                                                    | Légende | Légende                                                    |
| ------- | -------------------------------------------------------------------------- | ------- | ---------------------------------------------------------- |
| Num     | Dossard de départ porté par le coureur sur cette RideLondon-Surrey Classic | Pos     | Position à l'arrivée de la course                          |
|         | Indique un maillot de champion national ou mondial, suivi de sa spécialité | NP      | Indique un coureur qui n'a pas pris le départ de la course |
| AB      | Indique un coureur qui n'a pas terminé la course                           | HD      | Indique un coureur qui a terminé la course hors des délais |

| Quick-Step Floors QST | Quick-Step Floors QST     | Quick-Step Floors QST |
| --------------------- | ------------------------- | --------------------- |
| Num                   | Coureur                   | Pos                   |
| 1                     | Jack Bauer (NZL)          | 12e                   |
| 2                     | Tim Declercq (BEL)        | AB                    |
| 3                     | Matteo Trentin (ITA)      | 69e                   |
| 4                     | Iljo Keisse (BEL)         | 83e                   |
| 5                     | Yves Lampaert (BEL)       | 21e                   |
| 6                     | Maximiliano Richeze (ARG) | HD                    |
| 7                     | Julien Vermote (BEL)      | 37e                   |
| Directeurs sportifs : |                           |                       |

| Bora-Hansgrohe BOH    | Bora-Hansgrohe BOH        | Bora-Hansgrohe BOH |
| --------------------- | ------------------------- | ------------------ |
| Num                   | Coureur                   | Pos                |
| 11                    | Pascal Ackermann (GER)    | HD                 |
| 12                    | Jan Bárta (CZE)           | HD                 |
| 13                    | Sam Bennett (IRL)         | 8e                 |
| 14                    | Rüdiger Selig (GER)       | 38e                |
| 15                    | Michal Kolář (SVK)        | AB                 |
| 16                    | Andreas Schillinger (GER) | 74e                |
| 17                    | Michael Schwarzmann (GER) | 104e               |
| Directeurs sportifs : |                           |                    |

| Orica-Scott ORS       | Orica-Scott ORS           | Orica-Scott ORS |
| --------------------- | ------------------------- | --------------- |
| Num                   | Coureur                   | Pos             |
| 21                    | Magnus Cort Nielsen (DEN) | 2e              |
| 22                    | Michael Hepburn (AUS)     | 59e             |
| 23                    | Alexander Edmondson (AUS) | 78e             |
| 24                    | Mitchell Docker (AUS)     | 55e             |
| 25                    | Roger Kluge (GER)         | 70e             |
| 26                    | Daryl Impey (RSA)         | 73e             |
| 27                    | Mathew Hayman (AUS)       | 58e             |
| Directeurs sportifs : |                           |                 |

| Sport Vlaanderen-Baloise SVB | Sport Vlaanderen-Baloise SVB | Sport Vlaanderen-Baloise SVB |
| ---------------------------- | ---------------------------- | ---------------------------- |
| Num                          | Coureur                      | Pos                          |
| 31                           | Piet Allegaert (BEL)         | AB                           |
| 32                           | Stijn Steels (BEL)           | 75e                          |
| 33                           | Benjamin Declercq (BEL)      | 95e                          |
| 34                           | Dries Van Gestel (BEL)       | AB                           |
| 35                           | Jonas Rickaert (BEL)         | 17e                          |
| 36                           | Preben Van Hecke (BEL)       | 29e                          |
| 37                           | Bert Van Lerberghe (BEL)     | AB                           |
| Directeurs sportifs :        |                              |                              |

| Katusha-Alpecin KAT   | Katusha-Alpecin KAT      | Katusha-Alpecin KAT |
| --------------------- | ------------------------ | ------------------- |
| Num                   | Coureur                  | Pos                 |
| 41                    | Rick Zabel (GER)         | 31e                 |
| 42                    | Marco Haller (AUT)       | 67e                 |
| 43                    | Alexander Kristoff (NOR) | 1er                 |
| 44                    | Michael Mørkøv (DEN)     | 56e                 |
| 45                    |                          |                     |
| 46                    | Nils Politt (GER)        | 60e                 |
| 47                    | Mads Würtz Schmidt (DEN) | 103e                |
| Directeurs sportifs : |                          |                     |

| Sunweb SUN            | Sunweb SUN                 | Sunweb SUN |
| --------------------- | -------------------------- | ---------- |
| Num                   | Coureur                    | Pos        |
| 51                    | Søren Kragh Andersen (DEN) | 72e        |
| 52                    | Nikias Arndt (GER)         | 52e        |
| 53                    | Phil Bauhaus (GER)         | AB         |
| 54                    | Michael Matthews (AUS)     | 3e         |
| 55                    | Ramon Sinkeldam (NED)      | 64e        |
| 56                    | Tom Stamsnijder (NED)      | AB         |
| 57                    | Mike Teunissen (NED)       | 63e        |
| Directeurs sportifs : |                            |            |

| Caja Rural-Seguros RGA CJR | Caja Rural-Seguros RGA CJR | Caja Rural-Seguros RGA CJR |
| -------------------------- | -------------------------- | -------------------------- |
| Num                        | Coureur                    | Pos                        |
| 61                         | Dylan Page (SUI)           | 93e                        |
| 62                         | Josu Zabala (ESP)          | 92e                        |
| 63                         | Fabricio Ferrari (ARG)     | 42e                        |
| 64                         | Jonathan Lastra (ESP)      | 25e                        |
| 65                         | Jon Irisarri (ESP)         | 46e                        |
| 66                         |                            |                            |
| 67                         |                            |                            |
| Directeurs sportifs :      |                            |                            |

| UAE Emirates UAD      | UAE Emirates UAD           | UAE Emirates UAD |
| --------------------- | -------------------------- | ---------------- |
| Num                   | Coureur                    | Pos              |
| 71                    | Simone Consonni (ITA)      | 106e             |
| 72                    | Filippo Ganna (ITA)        | 102e             |
| 73                    | Marko Kump (SLO)           | 71e              |
| 74                    | Vegard Stake Laengen (NOR) | 65e              |
| 75                    | Ben Swift (GBR)            | 13e              |
| 76                    | Oliviero Troia (ITA)       | 101e             |
| 77                    | Federico Zurlo (ITA)       | 82e              |
| Directeurs sportifs : |                            |                  |

| Wilier Triestina-Selle Italia WIL | Wilier Triestina-Selle Italia WIL | Wilier Triestina-Selle Italia WIL |
| --------------------------------- | --------------------------------- | --------------------------------- |
| Num                               | Coureur                           | Pos                               |
| 81                                | Filippo Pozzato (ITA)             | AB                                |
| 82                                | Jakub Mareczko (ITA)              | AB                                |
| 83                                | Manuel Belletti (ITA)             | 35e                               |
| 84                                | Alberto Cecchin (ITA)             | HD                                |
| 85                                | Alex Turrin (ITA)                 | AB                                |
| 86                                | Mirko Trosino (ITA)               | 81e                               |
| 87                                | Julen Amézqueta (ESP)             | 44e                               |
| Directeurs sportifs :             |                                   |                                   |

| BMC Racing BMC        | BMC Racing BMC             | BMC Racing BMC |
| --------------------- | -------------------------- | -------------- |
| Num                   | Coureur                    | Pos            |
| 91                    | Jempy Drucker (LUX)        | 6e             |
| 92                    | Stefan Küng (SUI)          | 23e            |
| 93                    | Manuel Quinziato (ITA)     | 48e            |
| 94                    | Miles Scotson (AUS)        | HD             |
| 95                    | Nathan Van Hooydonck (BEL) | HD             |
| 96                    | Francisco Ventoso (ESP)    | 49e            |
| 97                    | Loïc Vliegen (BEL)         | 30e            |
| Directeurs sportifs : |                            |                |

| Androni Giocattoli ANS | Androni Giocattoli ANS  | Androni Giocattoli ANS |
| ---------------------- | ----------------------- | ---------------------- |
| Num                    | Coureur                 | Pos                    |
| 101                    | Francesco Gavazzi (ITA) | 19e                    |
| 102                    | Raffaello Bonusi (ITA)  | 91e                    |
| 103                    | Marco Benfatto (ITA)    | HD                     |
| 104                    | Marco Frapporti (ITA)   | HD                     |
| 105                    | Andrea Palini (ITA)     | 97e                    |
| 106                    | Luca Pacioni (ITA)      | AB                     |
| 107                    | Matteo Malucelli (ITA)  | AB                     |
| Directeurs sportifs :  |                         |                        |

| Sky SKY               | Sky SKY                  | Sky SKY |
| --------------------- | ------------------------ | ------- |
| Num                   | Coureur                  | Pos     |
| 111                   | Jonathan Dibben (GBR)    | AB      |
| 112                   | Owain Doull (GBR)        | 87e     |
| 113                   | Peter Kennaugh (GBR)     | 66e     |
| 114                   | Kenny Elissonde (FRA)    | 96e     |
| 115                   | Ian Stannard (GBR)       | 62e     |
| 116                   | Tao Geoghegan Hart (GBR) | 80e     |
| 117                   | Elia Viviani (ITA)       | 11e     |
| Directeurs sportifs : |                          |         |

| Israel Cycling Academy ICA | Israel Cycling Academy ICA | Israel Cycling Academy ICA |
| -------------------------- | -------------------------- | -------------------------- |
| Num                        | Coureur                    | Pos                        |
| 121                        | Zakkari Dempster (AUS)     | 7e                         |
| 122                        | José Manuel Díaz (ESP)     | 86e                        |
| 123                        | Roy Goldstein (ISR)        | AB                         |
| 124                        | Jason Lowndes (AUS)        | HD                         |
| 125                        | Krists Neilands (LAT)      | 36e                        |
| 126                        | Benjamin Perry (CAN)       | 76e                        |
| 127                        | Guy Sagiv (ISR)            | HD                         |
| Directeurs sportifs :      |                            |                            |

| Cannondale-Drapac CDT | Cannondale-Drapac CDT     | Cannondale-Drapac CDT |
| --------------------- | ------------------------- | --------------------- |
| Num                   | Coureur                   | Pos                   |
| 131                   | Alberto Bettiol (ITA)     | AB                    |
| 132                   | William Clarke (AUS)      | 88e                   |
| 133                   | Sebastian Langeveld (NED) | 33e                   |
| 134                   | Ryan Mullen (IRL)         | AB                    |
| 135                   | Wouter Wippert (NED)      | 5e                    |
| 136                   | Dylan van Baarle (NED)    | 50e                   |
| 137                   | Sep Vanmarcke (BEL)       | 4e                    |
| Directeurs sportifs : |                           |                       |

| Aqua Blue Sport ABS   | Aqua Blue Sport ABS        | Aqua Blue Sport ABS |
| --------------------- | -------------------------- | ------------------- |
| Num                   | Coureur                    | Pos                 |
| 141                   | Matthew Brammeier (IRL)    | 84e                 |
| 142                   | Mark Christian (GBR)       | 51e                 |
| 143                   | Michel Kreder (NED)        | 14e                 |
| 144                   | Peter Koning (NED)         | AB                  |
| 145                   | Martyn Irvine (IRL)        | AB                  |
| 146                   | Lars Petter Nordhaug (NOR) | AB                  |
| 147                   | Calvin Watson (AUS)        | AB                  |
| Directeurs sportifs : |                            |                     |

| Lotto-Soudal LTS      | Lotto-Soudal LTS       | Lotto-Soudal LTS |
| --------------------- | ---------------------- | ---------------- |
| Num                   | Coureur                | Pos              |
| 151                   | Moreno Hofland (NED)   | 99e              |
| 152                   | James Shaw (GBR)       |                  |
| 153                   | Jasper De Buyst (BEL)  | AB               |
| 154                   | André Greipel (GER)    | 34e              |
| 155                   | Marcel Sieberg (GER)   | 57e              |
| 156                   | Nikolas Maes (BEL)     | 28e              |
| 157                   | Jürgen Roelandts (BEL) | AB               |
| Directeurs sportifs : |                        |                  |

| Dimension Data DDD    | Dimension Data DDD       | Dimension Data DDD |
| --------------------- | ------------------------ | ------------------ |
| Num                   | Coureur                  | Pos                |
| 161                   | Johann van Zyl (RSA)     | 53e                |
| 162                   | Ryan Gibbons (RSA)       | 24e                |
| 163                   |                          |                    |
| 164                   | Mark Renshaw (AUS)       | AB                 |
| 165                   | Scott Thwaites (GBR)     | 22e                |
| 166                   | Jay Robert Thomson (RSA) | 105e               |
| 167                   |                          |                    |
| Directeurs sportifs : |                          |                    |

| Wanty-Groupe Gobert WGG | Wanty-Groupe Gobert WGG | Wanty-Groupe Gobert WGG |
| ----------------------- | ----------------------- | ----------------------- |
| Num                     | Coureur                 | Pos                     |
| 171                     | Danilo Napolitano (ITA) | 15e                     |
| 172                     | Kenny Dehaes (BEL)      | AB                      |
| 173                     | Fabien Doubey (FRA)     | 90e                     |
| 174                     | Wesley Kreder (NED)     | AB                      |
| 175                     | Mark McNally (GBR)      | 89e                     |
| 176                     | Xandro Meurisse (BEL)   | 40e                     |
| 177                     | Robin Stenuit (BEL)     | AB                      |
| Directeurs sportifs :   |                         |                         |

| Trek-Segafredo TFS    | Trek-Segafredo TFS     | Trek-Segafredo TFS |
| --------------------- | ---------------------- | ------------------ |
| Num                   | Coureur                | Pos                |
| 181                   | Matthias Brändle (AUT) | 45e                |
| 182                   | Koen de Kort (NED)     | 43e                |
| 183                   | Eugenio Alafaci (ITA)  | AB                 |
| 184                   | Edward Theuns (BEL)    | 16e                |
| 185                   | Mads Pedersen (DEN)    | HD                 |
| 186                   | Grégory Rast (SUI)     | 41e                |
| 187                   | Jasper Stuyven (BEL)   | 68e                |
| Directeurs sportifs : |                        |                    |

| CCC Sprandi Polkowice CCC | CCC Sprandi Polkowice CCC | CCC Sprandi Polkowice CCC |
| ------------------------- | ------------------------- | ------------------------- |
| Num                       | Coureur                   | Pos                       |
| 191                       | Piotr Brożyna (POL)       | AB                        |
| 192                       | Łukasz Owsian (POL)       | 39e                       |
| 193                       | Jonas Koch (GER)          | 18e                       |
| 194                       | Michał Paluta (POL)       | 79e                       |
| 195                       | Leszek Pluciński (POL)    | 85e                       |
| 196                       | Mateusz Taciak (POL)      | 100e                      |
| 197                       | Simone Ponzi (ITA)        | 26e                       |
| Directeurs sportifs :     |                           |                           |

| Lotto NL-Jumbo TLJ    | Lotto NL-Jumbo TLJ          | Lotto NL-Jumbo TLJ |
| --------------------- | --------------------------- | ------------------ |
| Num                   | Coureur                     | Pos                |
| 201                   | Lars Boom (NED)             | 94e                |
| 202                   | Twan Castelijns (NED)       | 98e                |
| 203                   | Amund Grøndahl Jansen (NOR) | 27e                |
| 204                   | Gijs Van Hoecke (BEL)       | 32e                |
| 205                   | Tom Leezer (NED)            | AB                 |
| 206                   | Paul Martens (GER)          | 61e                |
| 207                   | Maarten Wynants (BEL)       | 54e                |
| Directeurs sportifs : |                             |                    |

| AG2R La Mondiale ALM  | AG2R La Mondiale ALM     | AG2R La Mondiale ALM |
| --------------------- | ------------------------ | -------------------- |
| Num                   | Coureur                  | Pos                  |
| 211                   | Gediminas Bagdonas (LTU) | HD                   |
| 212                   | Rudy Barbier (FRA)       | 9e                   |
| 213                   | Julien Duval (FRA)       | AB                   |
| 214                   | Ben Gastauer (LUX)       | 47e                  |
| 215                   | Julien Bérard (FRA)      | 77e                  |
| 216                   | Hugo Houle (CAN)         | 20e                  |
| 217                   | Oliver Naesen (BEL)      | 10e                  |
| Directeurs sportifs : |                          |                      |